# Åke Pallarp

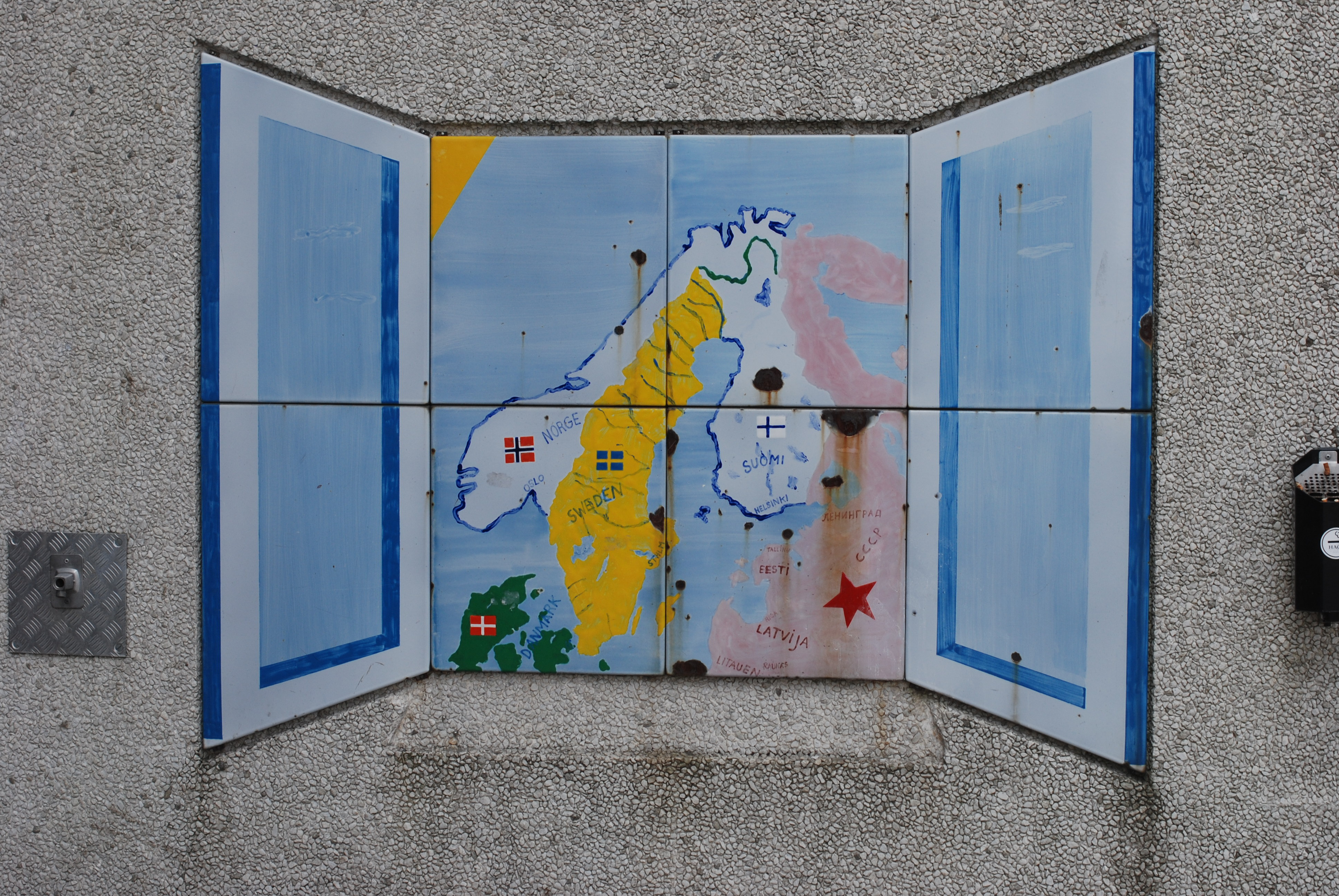
Emaljtavla över ett färgglatt Sverige (1967) vid entrén till Eldsbergagränd 39 i Östbergahöjden i Stockholm

Karl Åke Pallarp, född 2 september 1933 i Umeå, död 6 februari 2013, var en svensk målare, grafiker och skulptör.
Åke Pallarp utbildade sig på Konstfack och Kungliga Konsthögskolan i Stockholm. Han var senare lärare vid bägge dessa högskolor. Han gestaltade tillsammans med Enno Hallek tunnelbanestation Stadion i Stockholm, som fick 1973 års Kasper Salin-pris. I Linköping finns skulpturen Ebetong (1991) och Karl IX med Wasakärven besegrar Sigismund, den polska örnen (1993).
Åke Pallarp balanserar klara lysande färger till ett personligt, poetiskt uttryck i strama former, och med ett allvar som inte hindrar att en mild humor understundom lyser fram. Med tanke på färgskalan skulle han kunna kallas en modern expressionist, men den behärskade balansen och lätt surrealistiska poesin i uttrycket ger också associationer till Gauguin och syntetismen. Pallarp finns representerad vid Nationalmuseum, Moderna museet och Kalmar konstmuseum.

## Fotogalleri

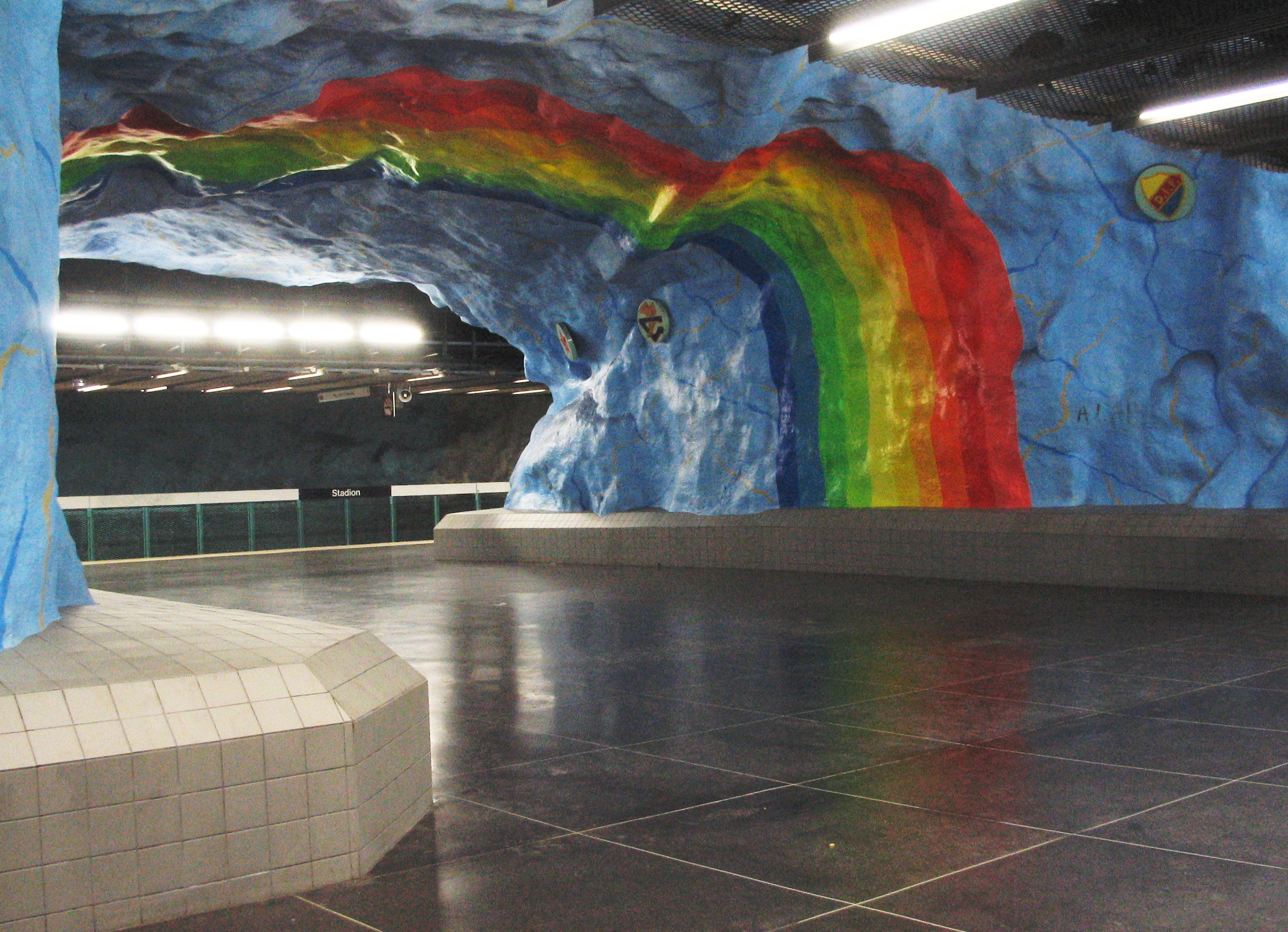
Tunnelbanestationen Stadion i Stockholm.
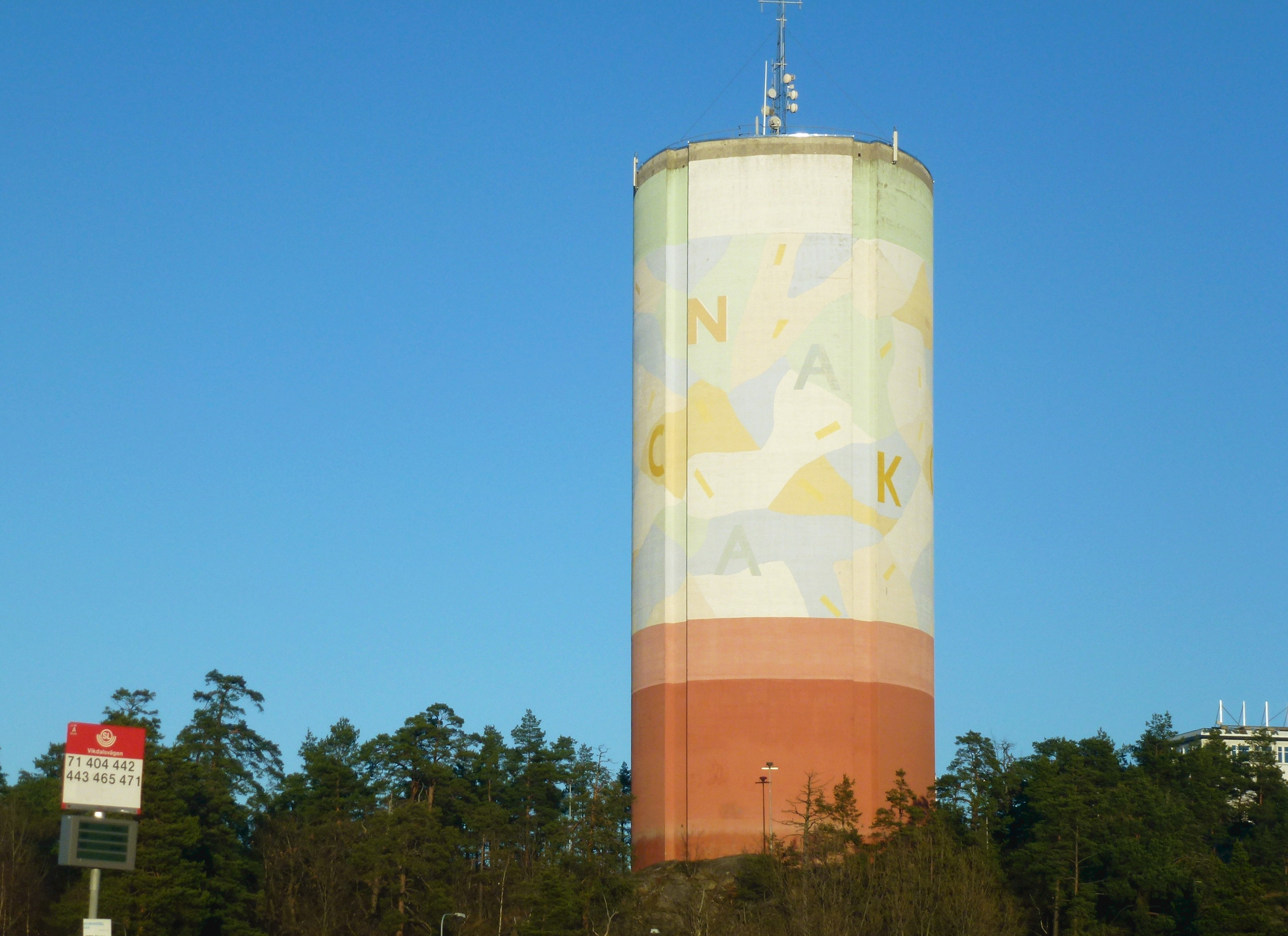
Jarlabergs vattentorn med målningar av Pallarp.

## Filmografi
- 1977 – Mamma pappa barn
- 1983 – Moderna människor
- 1987 – Fadern, Sonen och Den Helige Ande...
- 1992 – Vennerman & Winge (TV-serie)
- 2001 – Puder